# Carlos Prieto y Fernández de Llana
Carlos Prieto y Fernández de Llana (Oviedo, 19 de mayo de 1898-Ciudad de México, 14 de marzo de 1991) fue un empresario, mecenas y escritor hispano-mexicano.

## Biografía
Nacido en Oviedo en 1898, estudió música en la Academia de San Salvador de su ciudad natal y cultivó el violín, de forma que con las ganancias que obtuvo se costeó la carrera de derecho en la Universidad de Oviedo, que finalizó con premio extraordinario. En 1923 emigró a México, persuadido por su tío Adolfo Prieto, un emigrante asturiano en México que había consolidado una importante fortuna, para que resolviera un problema testamentario de carácter familiar.
Estando en México, ejerció en la Compañía de Hierro y Acero de Monterrey como jefe de la asesoría jurídica; luego fue apoderado general, consejero, consejero delegado y presidente del Consejo de Administración (1945). Fue titular de empresas de otras ramas, tales como, las relacionadas con la lana, el algodón, el cemento, los ladrillos refractarios, seguros y bancos.
Doctor honoris causa por la Universidad de Oviedo, como mecenas favoreció al violonchelista Pablo Casals y al compositor Carlos Chávez. Fue, asimismo, miembro del Patronato de la Orquesta Sinfónica Nacional de México, de la orquesta de la Universidad y del primer consejo directivo de la Ciudad Artística Tecnológica de Monterrey (1948), así como creador de varias fundaciones benéficas. Obtuvo la nacionalidad mexicana en 1942.

### Vida personal
Contrajo nupcias con Cecile Jacquet, una francesa a quien había conocido en Asturias. Tuvo dos hijos, Juan Luis y Carlos. Era tío materno del poeta Carlos Bousoño.

## Publicaciones
- La moderna escuela musical española. México: Departamento de Extensión Universitaria de México. 1927.
- El sueño de Cíbola. Los asturianos en la conquista de la Nueva España. México: Regis Typographic Workshops. 1933.
- Los costos de producción y la industrialización de México. México: UNAM. 1949.
- La minería en el Nuevo Mundo. Madrid: Revista De Occidente. 1968.
- El océano Pacífico: Navegantes españoles del siglo XVI. Revista de Occidente. 1972.